# Journal of Molecular Biology
Journal of Molecular Biology är en vetenskaplig tidskrift som publiceras veckovis av Elsevier i Academic Press. Tidskriften publicerar ursprungliga vetenskapliga forskningsstudier utförda berörande organismer eller dess komponenter på molekylär nivå. Några av de oftast citerade artiklarna som förekommit i Journal of Molecular Biology sedan tidskriftens tillkommande 1959 inkluderar:
- "On the nature of allosteric transitions: a plausible model," år 1965, i vilken Jacques Monod, Jeffries Wyman and Jean-Pierre Changeux presenterar MWC-modellen som ämnade förklara allosteriska proteiners, såsom hemoglobins, kooperativitet.
- "Detection of Specific Sequences Among DNA Fragments Separated by Gel-Electrophoresis," år 1975, i vilken Edwin Southern presenterade den första beskrivningen av s.k. Southern blot, en teknik som till stor del revolutionerade molekylärbiologin.
- "Identification of Common Molecular Subsequences," år 1981, i vilken Smith-Waterman algoritmen, som används för att bestämma grad av homologi mellan DNA-, RNA- eller protein-sekvenser, för första gången beskrevs.
- "Basic Local Alignment Search Tool," år 1990, i vilken algoritmen för homologiletande i DNA- och proteinsekvenser känd som BLAST för första gången beskrevs.

Tidskriftens impact factor 2014 var 4,333 enligt Thomson ISI.